# Нассенфельс
Нассенфельс (нем. Nassenfels) — община в Германии, в земле Бавария.
Подчиняется административному округу Верхняя Бавария. Входит в состав района Айхштетт. Население составляет 1920 человек (на 31 декабря 2010 года). Занимает площадь 18,46 км².
Община подразделяется на 3 сельских округа.

## Население
По оценке на 31 декабря 2015 года население общины Нассенфельс составляет 2088 чел. 

| Дата      | 1840 | 1871 | 1900 | 1925 | 1939 | 1950 | 1961 | 1970 | 1987 | 2011 |
| --------- | ---- | ---- | ---- | ---- | ---- | ---- | ---- | ---- | ---- | ---- |
| Население | 812  | 818  | 877  | 939  | 1009 | 1319 | 1170 | 1285 | 1411 | 1962 |

| Год       | 1960 | 1970 | 1980 | 1990 | 2000 | 2009 | 2010 | 2011 | 2012 | 2013 | 2014 | 2015 |
| --------- | ---- | ---- | ---- | ---- | ---- | ---- | ---- | ---- | ---- | ---- | ---- | ---- |
| Население | 1091 | 1294 | 1407 | 1437 | 1709 | 1915 | 1920 | 1970 | 1977 | 2021 | 2033 | 2088 |

## Достопримечательности
- Крепость Нассенфельс